# アヌ (ホシュート)
アヌ（anu）は、ホシュート部オチルト･チェチェン･ハーンの孫娘で、ジューン･ガル部ガルダン･ハーンの妻。後夫ガルダンがハーン (王) に即位したため、阿奴･喀屯アヌ･ハトゥンとも (ハトゥンは王后の意。
アヌはチンギス･ハーン弟ジョチ･カサルの末裔で、グーシ･ハーン朝 (チベット) 始祖トゥルバイフ (グーシ･ハーン) の曾姪孫にあたる。ホシュート部とその分派のグーシ･ハーン朝、およびジューン･ガル部はともにオイラット聯合に属し、ガルダンがオチルトに代るまではホシュート部がその盟主の地位を占めた。

## 略歴
ジューン･ガル部のセンゲsenggeに嫁ぎ、センゲの死後、その同母弟ガルダン･タイジに再嫁した。
康熙16年 (1677) 5月頃、祖父オチルト･チェチェン･ハーンが夫ガルダン･タイジの襲撃を受けて死亡 (または投降したとも)。
康熙18年 (1679) 9月、後夫ガルダン･タイジがハーン (王) に即位 (清朝康熙帝が実質的に承認)、オチルトに代ってオイラット聯合の実質的盟主となった。
康熙29年 (1690) 4月、この頃ガルダン･ハーンと反目していたアヌの許に康熙帝が使者として侍読学士・達虎を派遣。
康熙30年 (1691) 2月、アヌらの派遣した使者が清朝に到着し、ガルダンとの反目の顛末を奏上。同年10月、偵察を終えて帰還すべく嘉峪関に至った達虎らを阿奇羅卜臧不詳が襲撃掠奪したことを承け、甘粛提督・孫思克が出兵し400余名を斬伐。
康熙35年 (1696) に康熙帝がジューン･ガル部を討伐した昭莫多ジョーン･モドの戦役に自らも出陣し、清軍と交戦して陣没。後夫ガルダン (ボショクト･ハーン) は遁走した。

## 子女
ガルダンとの間に一子二女あり。
- ダンジン･オムブ[注 2]：ツェワン･ラブタンの末弟（異母弟）[14]。

## 脚註

### 註釈
1. ↑  [参考] 维基百科「阿努可敦」(翻訳元) より引用「她与噶尔丹育有一子两女。」典拠不詳。
2. ↑  [参考] 漢語：丹津･俄木布/丹津･鄂木布, 蒙語転写：danjin ombu, 蔵語転写：bstan ḥdsin dbon po。

### 参照
1. ↑  “康熙25年11月13日段15223”. 聖祖仁皇帝實錄. 128. -
2. 1 2  “列傳三百七-阿拉善厄魯特”. 清史稿. 520. 清史館. "準噶爾台吉噶爾丹游牧阿爾台，號博碩克圖汗，覬爲厄魯特長。鄂齊爾圖妻以孫女阿努，尋與隙。"
3. 1 2  “康熙36年2月12日段18050”. 聖祖仁皇帝實錄. 180. -
4. 1 2  若松寛 1965, p. 51-55
5. ↑  “康熙16年5月19日段12201”. 聖祖仁皇帝實錄. 67. -
6. ↑  “康熙22年7月段14191”. 聖祖仁皇帝實錄. 111. -
7. ↑  “康熙18年9月6日段12951”. 聖祖仁皇帝實錄. 84. -. "……從無以擅稱汗號者准其納貢之例但噶爾丹台吉敬貢方物特遣使入告應准其獻納……"
8. ↑  “ガルダン”. 山川 世界史小辞典 改訂新版. 山川出版社
9. ↑  “康熙29年4月3日段16205”. 聖祖仁皇帝實錄. 145. -
10. ↑  “康熙30年2月2日段16423”. 聖祖仁皇帝實錄. 150. -
11. ↑  “聖祖本紀二”. 清史稿. 7. 清史館. "癸酉，次中拖陵。撫遠大將軍伯費揚古大敗噶爾丹於昭莫多，斬級三千，陣斬其妻阿奴。噶爾丹以數騎遁。"
12. ↑  “列傳六十八-費揚古”. 清史稿. 281. 清史館. "噶爾丹妻阿奴喀屯素悍，能戰，亦殪於陣。噶爾丹引數騎遠竄，費揚古令阿南達詣御營奏捷。"
13. ↑  “康熙35年5月18日段17825”. 聖祖仁皇帝實錄. 173. -. "其實交戰處、斬賊三千餘級。其餘被創逃竄。死於山谷中者、屍骸枕藉。生獲數百人。殺噶爾丹之妻阿奴及賊之渠首甚眾。惟噶爾丹引數騎逃出。"
14. ↑  若松寛 1965, p. 57-60.

## 参照

### 實錄
- 富察･馬斉フチャ･マチ, 張廷玉, 蒋廷錫, 他『聖祖仁皇帝實錄』雍正9年 (1731) 上梓, 1937年刊行 (漢) ＊中央研究院歴史語言研究所版

### 史書
- 趙爾巽, 他100余名『清史稿』清史館, 民国17年 (漢) ＊中華書局版

### 論文
- 若松寛「<論説>ツェワン・アラブタンの登場」『史林』第48巻第6号、史学研究会 (京都大学文学部内)、1965年11月、844-874頁、CRID 1390572174802201600、doi:10.14989/shirin_48_844、hdl:2433/249844、ISSN 0386-9369。
- 宮脇淳子「ガルダン以前のオイラット：若松説再批判」『東洋学報』第65巻1・2、東洋文庫、1984年1月、91-120頁、CRID 1050845763444771840、ISSN 0386-9067。

### Web
- 「明實錄、朝鮮王朝実録、清實錄資料庫」中央研究院歴史語言研究所 (台湾)

## 参考
- YouTube
- production Shuuder「ANU HATAN (OFFICIAL TRAILER) HD АНУ ХАТАН КИНО」＊「Ану хатанanu hatun」(英題：Warrior Princess)：モンゴル人作家バアタスレン･シュウダツェツェグ脚本。